# Hans Magnus Enzensberger
Hans Magnus Enzensberger (Kaufbeuren, 1929. november 11. – München, 2022. november 24.) német költő, író, műfordító, szerkesztő-kiadó. Egyes könyveit Andreas Thalmayr, Linda Quilt, Elisabeth Ambras, valamint Serenus M. Brezengang írói álneveken adta ki. Enzensberger München Schwabing kerületében élt.

## Fiatalkora
Hans Magnus Enzensberger polgári családban nőtt fel Nürnbergben. Apja a nürnbergi posta igazgatója volt, korábban pedig távközlési mérnökként dolgozott (Bajorország első rádióbemondója volt). Enzensbergernek három öccse volt ill. van, Christian Enzensberger, Ulrich Enzensberger és Martin Enzensberger, aki viszont már az 1980-as évek közepén elhunyt tüdőrákban. Ulrich a legendás nyugat-berlini baloldali Kommune I lakóközösség egyik alapító tagja volt. Anyja, Elionore eleinte óvónőként dolgozott.
Mint minden közalkalmazott gyermekének, Enzensbergernek is be kellett lépnie a Hitlerjugendbe, makacs ellenállása miatt azonban kizárták. Apja magas pozíciójának köszönhetően a légitámadások idején családját egy középfrank kisvárosba, Wassertrüdingenbe telepítették. A háború utolsó napjait Enzensberger a Volkssturm tagjaként élte meg, de dezertált, és haza tudott szökni.
A háború után Nördlingenben érettségizett, családját a feketekereskedelemben szerzett pénzen tartotta el, illetve tolmácsként és a Brit Királyi Légierőnél dolgozott mint barkeeper. Ösztöndíjjal kezdte el egyetemi tanulmányait, irodalmat és filozófiát tanult Erlangenben, Freiburg im Breisgauban, Hamburgban és a párizsi Sorbonne-on. 1955-ben doktorált Clemens Brentano költészetéből.

## Irodalmi tevékenységének kezdetei
1957-ig Enzensberger rádiószerkesztőként dolgozott Alfred Anderschnak az SDR-nél Stuttgartban. Az ezt követő években is több rádiós esszét írt, többek között média- és nyelvkritikai elemzéseket (például a Der Spiegel nyelvezetéről). Közreműködéseiből gyűjtemény jelent meg 1962-ben Einzelheiten I und II címmel. Ezzel indult Enzensberger sokoldalú és rendkívül termékeny esszéírói munkássága. Már 1957-ben megjelent első verseskötete. A költeményekben a nyelvi játékossághoz világundor, politikai felháborodás és részletes megfigyelések párosulnak, melyeket hűen tükröz a kötet hármas felosztása is: 1. Kedves költemények 2. Szomorú versek 3. Gonosz versek. Már ezek a korai költemények is kifejezik Enzensbergernek azt a meggyőződését, hogy a vers beszámolhat eseményekről, közölhet elméleteket és ötleteket, tehát a költészet nem csupán hangulatok és érzelmek kifejezésére alkalmas.
Enzensberger a Gruppe 47 irodalmi csoport több találkozóján is részt vett. 1957-től szabadúszó íróként dolgozott Strandában (Norvégia), majd 1959-ben egy évre Lanuvióba (Róma) költözött. 1960-ban a frankfurti Suhrkamp kiadóhoz került lektornak, 1961-ben pedig Tjøme szigetére (Oslo-fjord) költözött. 1963-ban a Büchner-díjjal tüntették ki. Az Amerikai Egyesült Államok külpolitikája elleni tiltakozásául megszakította amerikai ösztöndíját (Wesleyan University, Middletown (Connecticut) három hónap után, és Kubába költözött egy évre. 1965-ben Karl Markus Michellel közösen hozta létre a Kursbuch kulturális folyóiratot a Suhrkamp kiadó gondozásában, s melyet 1975-ig szerkesztett. A Kursbuch lett az APO és a diákmozgalom legfontosabb sajtóorgánuma. Költeményei és esszéi, de különösen a Kursbuch tették őt a 68-as németországi egyetemi lázadások vezető szellemi egyéniségévé. 1967-ben ő is aláírta a Parlamenten kívüli ellenzék (APO) megalapítására felszólító röpiratot. Az APO-t eszmeileg és anyagilag is támogatta, egy ideig az ő lakásában élt a Kommune I, amelyhez Ulrich öccse is tartozott. Ugyanakkor az egyetemisták azt vetették szemére, hogy túlságosan távol tartja magát a mozgalomtól. Ez a konfliktus jól érzékelhető a Peter Weiss-szel folytatott egyik vitájában. Weiss felszólította, hogy egyértelműen álljon egyik vagy másik oldalra. Mire Enzensberger így reagált: „Nem szoktam politikai hitvallásokkal dobálózni. Az érveket többre tartom a politikai meggyőződésnél, a kételyeket szeretem az érzelmek fölé helyezni. Nincs szükségem ellentmondásoktól mentes világnézetekre. Kétes esetekben a való élet dönt”.
1980-ban Gaston Salvatoréval létrehozta a TransAtlantik kulturális magazint, de 1982-ben abbahagyta szerkesztését. 1985 és 2007 között Franz Gernoval közösen könyvsorozatot adott ki Die Andere Bibliothek címmel. Közben folyamatosan írt verseket, és számos esszékötete jelent meg olyan különböző témákban, mint az erőszak a civil társadalomban, elvándorlás, matematika és az intelligencia kutatás. Költeményei közül kiemelkedik az Untergang der Titanic (A Titanic pusztulása, 1978). A verses eposz nem csak a hajószerencsétlenségről szól, Erzensberger visszapillant a hatvanas évek forradalmi reményeire is. Az eposzt Münchenben vitték színpadra 1979-ben.

## Politikai állásfoglalása
Az Építőkockák egy médiaelmélethez (Baukasten zu einer Theorie der Medien) című 1970-ben megjelent írása tartalmazza legismertebb vitáját a médiával, különösen a televízióval. Enzensberger – Adorno és Horkheimer felfogása szerint – tudatbefolyásolással vádolja az elektronikus médiát, mert jelentős irányító és ellenőrző hatalmat gyakorolnak a posztipari társadalmakra. Szocialista médiafelfogást, azaz egyenjogú kapcsolatot javasol a médiával. A nézők bizonyos csatornák központilag sugárzott műsorait fogják, s ezáltal passzívvá és irányíthatóvá válnak. Bár szakértők készítik a programokat, a különböző tulajdonjogok, vagy pedig a bürokrácia ellenőrzést gyakorol felettük. Az emancipált televíziózás azt jelentené, hogy a készülékek adásra is alkalmasak lennének. Ha a technika ezt egyszer megvalósítható teszi, a tömegek is politikailag aktiválhatók lesznek. Egy 1988-ban megjelent írásában (Gessammelten Zerstreuungen) „nullmédiumnak” nevezte a televíziót. 
Ach, Europa! Wahrnehmungen aus sieben Ländern című prózagyűjteményében az osszi (kelet-német) és vesszi (nyugat-német) fogalmakat használta. 2006-ban született fiktív európai útirajzának egyik fejezetében ír a békében újraegyesített Németországról, ahol azonban az osszik és vesszik még mindig ellenségek.
Schreckens Männer (2006) című könyvében az iszlamista terrorral foglalkozik. A muzulmán öngyilkos terroristák úgy viselkednek, mintha győztesek lennének, pedig radikális vesztesek. Olyan civilizációként írja le az arab világot, amely a 12-13. században jóval fejlettebb volt az európainál, de jelenleg egy relatív terméketlen fázisban van. Ennek következménye a kisebbségi érzés, amely pedig dühössé tesz. A radikális merénylők nem önmagukban keresik problémáik okait, hanem a nyugati világban, az Amerikai Egyesült Államokban, a zsidókban és egyéb összeesküvés-elméletekben. 2003-ban Enzensberger azon kevés értelmiségiek közé tartozott, akik kiálltak az iraki háború mellett.
Enzensberger a német helyesírási reform bírálójaként aláírta az 1996-os Frankfurti nyilatkozatot és ennek alapján 2004-ben a Frankfurti felhívást is. Nyilvánvalóan nem azért tette, mert a régi helyesírást jobban szerette, hanem a nyelvőrök ellen akart tiltakozni.

## Kritika
Enzensbergernek gyakran sikerült a kulturális és politikai viták során úgy jóslatokba bocsátkozni, hogy azok utólag valóban helytállóak voltak. Egyrészt többen elismeréssel nyilatkoztak a nagy társadalmi folyamatokat helyesen felismerő Enzensbergerről (Habermas szerint „jó a szimata”), másrészt viszont gyakran váltogatta politikai nézeteit, és emiatt természetesen sokan kritizálták. A legszembetűnőbb az volt, amikor fokozatosan elfordult a 68-as mozgalom eszméitől. S amikor Szaddám Huszeint Adolf Hitlerrel azonosította, szemére vetették, hogy visszaélt a szövetségi hadsereg újra hadba lépését támogató antifasiszta retorikával. Peter O. Chotjewitz írta róla: „Szorongva igyekezett mindig szemben állni a többséggel. Ő sznob, a politika piperkőce. Kalauz, aki beszállást kiált, majd egy ellenkező irányba induló vonatra száll, mert az szinte teljesen üres. Ez nem vall önálló, intelligens gondolkodásra. Ezért nem lehet őt megfogni, mindig kicsúszik a kezek közül. Enzensberger így írt: „[…] Nézze, olyan sok történet kering rólam. Én vagyok a csélcsap úrfi, aki mindenbe beleüti az orrát, és állandóan változtatja a véleményét, a megbízhatatlan, az áruló, a rossz elvtárs és végül az a német polgár, akinek problémái vannak saját hazájával. Ezek legendák, amikkel együtt kell élni. Valami igazság mindegyikben van. Egyiket sem nevezném teljesen alaptalannak. De miért kellene elfogadnom, hogy ezek tényleg rólam szólnak?“

## Kitüntetései
- Német Kritikusok díja, 1962, 1978
- Büchner-díj, 1963
- Aranykoszorú–díj, 1980
- Heinrich Böll-díj, 1985
- Erich Maria Remarque-békedíj, 1993

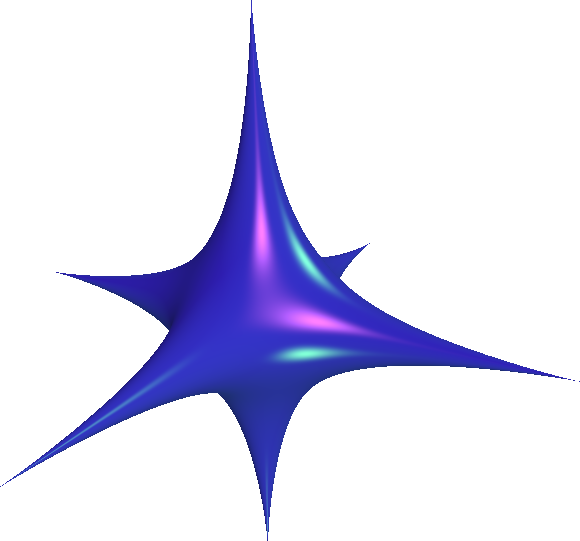
Enzensberger-csillag

- Friedrich Ebert Alapítvány díja, 1993
- München városának Kulturális díja, 1994
- Düsseldorf városának Heinrich Heine-díja, 1998
- Az év hangoskönyve-díj, 2000
- Asztúria Hercege-díj, 2002
- Gabriele d’Annunzio-díj, 2006
- A Berlin-Brandenburgi Tudományos Akadémia médiadíja és az Enzensberger-csillag, 2006
- Sonning-díj (Dánia), 2010

A Német Matematikusok Szövetsége róla nevezte el médiadíját Enzensberger-csillagnak.

## Művei
Verseskötetek
- Verteidigung der Wölfe, 1957
- Landessprache, 1960
- Gedichte. Die Entstehung eines Gedichts, 1962
- Blindenschrift, 1964
- Mausoleum. 37 Balladen aus der Geschichte des Fortschritts, 1975
- Der Untergang der Titanic. Eine Komödie, verses eposz, 1978
- Die Furie des Verschwindens. 1980
- Zukunftsmusik, 1991
- Kiosk. Neue Gedichte, 1995
- Leichter als Luft. Moralische Gedichte, Suhrkamp, 1999
- Die Geschichte der Wolken. 99 Meditationen, 2003
- Rebus, Suhrkamp, 2009, ISBN 978-3-518-42052-2

Esszék
- Brentanos Poetik, 1961 (Druckfassung der Diss. Erlangen 1955)
- Einzelheiten, 1962
  - 1. kötet: Bewusstseins-Industrie
  - 2. kötet: Poesie und Politik
- Politik und Verbrechen, 1964
- Deutschland, Deutschland unter anderm. Äußerungen zur Politik, 1967
- Staatsgefährdende Umtriebe, Rede zur Verleihung des Nürnberger Literaturpreises, 1968
- Palaver. Politische Überlegungen 1967–1973, 1974
- Politische Brosamen, 1982
- Ach, Europa! Wahrnehmungen aus sieben Ländern, Suhrkamp, 1987
- Mittelmaß und Wahn. Gesammelte Zerstreuungen, 1988
- Die Große Wanderung, 1992
- Aussichten auf den Bürgerkrieg, Suhrkamp, Frankfurt/M. 1993, ISBN 3-518-40769-4
- Zickzack, dolgozatok, 1997
- Drawbridge Up: Mathematics – A Cultural Anathema / Zugbrücke außer Betrieb: Die Mathematik im Jenseits der Kultur (német, angol) Natick, Mass., Peters, 1999
- Nomaden im Regal, 2003
- Lyrik nervt! Erste Hilfe für gestresste Leser, 2004 (Andreas Thalmayr írói álnéven)
- Heraus mit der Sprache. Ein bisschen Deutsch für Deutsche, Österreicher, Schweizer und andere Aus- und Inländer, 2005 (Andreas Thalmayr írói álnéven)
- Schreckens Männer – Versuch über den radikalen Verlierer, Suhrkamp, 2006
- Heraus mit der Sprache – Ein bißchen Deutsch für Deutsche, Österreicher, Schweizer und andere Aus- und Inländer, dtv, 2008
- Fortuna und Kalkül – Zwei mathematische Belustigungen, Suhrkamp, 2009

Próza
- Das Verhör von Habana, 1970
- Der kurze Sommer der Anarchie. Buenaventura Durrutis Leben und Tod, regény, 1972
- Der Weg ins Freie. Fünf Lebensläufe, 1975
- Heiss & Kalt, Erotische Erzählungen, 1987 (Elisabeth Ambras írói álnéven)
- Josefine und ich – Eine Erzählung, 2006
- Schauderhafte Wunderkinder, 2006 (Linda Quilt írói álnéven)
- Hammerstein oder der Eigensinn (Kurt Freiherr von Hammerstein-Equord), életrajz, Suhrkamp, 2008

Dráma
- Diderot und das dunkle Ei. Ein Interview, 1990
- Die Tochter der Luft, dráma, 1992
- Voltaires Neffe. Eine Fälschung in Diderots Manier, 1996

Ifjúsági irodalom
- Zupp, Gisela Anderschel, 1958
- Der Zahlenteufel. Ein Kopfkissenbuch für alle, die Angst vor der Mathematik haben, illusztrálta Rotraut Susanne Berner, 1997
- Wo warst du, Robert?, regény, 1998
- Bibs, illusztrálta Rotraut Susanne Berner, 2009

Antológák
- Der Fliegende Robert. Gedichte, Szenen, Essays, 1989
- Diderots Schatten. Unterhaltungen, Szenen, Essays, 1994
- Die Elixiere der Wissenschaft. Seitenblicke in Poesie und Prosa, 2002
- Dialoge zwischen Unsterblichen, Lebendigen und Toten, 2004

Szerkesztői kiadásai
- Clemens Brentano: Gedichte, Erzählungen, Briefe (mint szerk.), 1958
- Die Denunziation des Tourismus, (mint szerk.) 1959
- Museum der modernen Poesie (mint szerk.), 1960
- Allerleirauh. Viele schöne Kinderreime (mint szerk.) 1961
- Vorzeichen. Fünf neue deutsche Autoren (mint szerk.), 1962
- Georg Büchner, Ludwig Weidig: Der Hessische Landbote. Texte, Briefe, Prozeßakten (mint szerk.), 1965
- Bartolomé de las Casas: Kurzgefaßter Bericht von der Verwüstung der Westindischen Länder (mint szerk.), 1966
- Freisprüche. Revolutionäre vor Gericht, 1970
- Klassenbuch. Ein Lesebuch zu den Klassenkämpfen in Deutschland (mint szerk.), 1972
- Gespräche mit Marx und Engels, 1973
- Das Wasserzeichen der Poesie oder Die Kunst und das Vergnügen, Gedichte zu lesen (Andreas Thalmayr írói álnéven), 1985

Egyéb
- El Cimarrón. Rezital. Musik (1969/70):Hans Werner Henze. UA, 1970
- Ein Philosophenstreit – Über die Erziehung und andere Gegenstände, Friedenauer Presse Berlin, 2004

Aufsätze und Zeitungsartikel (Válogatott újságcikkek)
- Ein musikalisches Opfer. Über den Terror dauernder Beschallung und Berieselung. In: Der Spiegel Nr. 37, 1997
- Zugbrücke außer Betrieb. Die Mathematik im Jenseits der Kultur. In: FAZ, 29. August 1998
- Ein seltsamer Krieg. Zehn Auffälligkeiten. In: FAZ, 14. April 1999
- Im Irrgarten der Intelligenz. Über den getesteten Verstand und den Unverstand des Testens. In: Neue Zürcher Zeitung, 11. November 2006

## Magyarul
- Vallatás éjfélkor; ford., utószó Garai Gábor; Európa, Budapest, 1968
- A havannai kihallgatás; ford., utószó Dalos György; Európa, Budapest, 1974 (Modern könyvtár) ISBN 963-07-0139-1
- Honatyák és ponyvahősök. Esszék; ford. Tandori Dezső, vál., utószó Sükösd Mihály; Európa, Budapest, 1975 (Modern könyvtár)ISBN 963-07-0682-2
- A Titanic pusztulása. Komédia; ford., utószó Garai Gábor; Európa, Budapest, 1982 (Napjaink költészete) ISBN 963-07-2755-2
- Magyar zavarosságok és más esszék. A szocializmus, mint az alulfejlettség legmagasabb foka; ford. Gadó György; AB Független Budapest, 1986 (szamizdat kiadás)
- Ó, Európa! Megfigyelések hét országban. Epilógussal 2006-ból; ford. Kurucz Gyula; Európa, Budapest, 1992ISBN 963-07-5413-4
- Irene Dische–Hans Magnus Enzensbergerː Esterházy. Egy házy nyúl csodálatos élete; ill. Michael Sowa, ford., átdolg. Esterházy Péter; Magvető, Budapest, 1996
- A számördög. Elalvás előtti könyv mindenkinek, aki fél a matematikától; ford. Barna Imre; Európa, Budapest, 1999 ISBN 963-07-6555-1

## Fordítás
- Ez a szócikk részben vagy egészben  a   Hans Magnus Enzensberger című német Wikipédia-szócikk fordításán alapul.  Az eredeti cikk szerkesztőit annak laptörténete sorolja fel. Ez a jelzés csupán a megfogalmazás eredetét és a szerzői jogokat jelzi, nem szolgál a cikkben szereplő információk forrásmegjelöléseként.